# Botanische Abhandlungen
Botanische Abhandlungen (abreviado Bot. Abh) fue una revista con ilustraciones y descripciones botánicas que fue editada por K.Goebel y publicada en Jena desde 1922 hasta 1932.